# Resurrección María de Azkue
Resurrección María de Azkue Aberasturi (Lekeitio, 5 d'agost de 1864 - Bilbao, 9 de novembre de 1951) va ser un erudit filòleg basc i escriptor en llengua basca. President d'Euskaltzaindia des que va ésser fundada fins a la seva mort, el 1951.

## Biografia
Fill del poeta Eusebio María Azkue Barrundia. Cursà els seus estudis a l'Escola de Nàutica del seu poble natal i en l'Institut de secundària de Bilbao i en els Seminaris de Vitòria i de Salamanca, i obtingué el títol de doctor en Teologia Sagrada en aquesta darrera institució. També estudià Música al Conservatori de Colònia. Dedicat des de molt jove als estudis bascos, arribà a ésser una de les primeres autoritats en la matèria, com es demostrà en ésser proposat i elegit gairebé per unanimitat per a la càtedra d'euskara quan es crearen les places d'acadèmics regionals (1927). Obtingué el lloc de catedràtic d'euskara (promogut per la Diputació de Biscaia), al qual també hi concorrien Sabino Arana i Miguel de Unamuno, i hi va romandre per espai de trenta anys.
També va ser professor de llengua basca de l'Institut de Bilbao i fou president de l'Acadèmia de basc i individu de la Societat Lingüística de París i de l'Acadèmia de Ciències de Sant Petersburg. Vicente García de Diego feu la semblança d'Azkue en el discurs de contestació al seu d'ingrés en l'Acadèmia Espanyola.

## Activitat professional
D'una activitat incansable, Azkue oferí vàluoses aportacions, ja en forma material, ja en ordenació, totes elles d'una vàlua permanent per la ciència. Com a lexicògraf va saber captar el tresor de l'idioma, i la sensibilitat del folklorista, que gaudeix en recollir les manifestacions i submergir-se en l'ànima ingènua del poble. Amb aquesta base cultivà la literatura basca, llegendes, obres teatrals, etc.. i recollí, compongué i harmonitzà cançons religioses i populars.
Entre llurs treballs lingüístics mereixen especial atenció la Gramàtica de la Lengua Vasca, el Metodo práctico para aprender el vascuense, el Prontuario de la Lengua Vasca i els nombrosos estudis publicats en la revista Euskera, orgue oficial de l'Acadèmia de la llengua basca i en Euskalzale, revista basca, de la qual fou el director i l'ànima.
Mereixen especial atenció, a més, el Diccionario Vasco-Español-Francés i la Morfología Vasca, obres que es poden qualificar d'úniques en el seu gènere, tant per llur mètode i erudició com per la seva originalitat, i la novel·la Ardi galdua.
Finalment, Azkue fou un compositor molt distingit: són seves les òperes basques Urlo i Ortzuri i les sarsueles Sasieskola, Aìtaren bìldur i Bizkaitik Bizkaira. Fou un dels capdavanters del renaixement cultural basc del segle xx.
També va ser membre de la Real Academia Española de la Lengua (RAE).

## Obra
- Euskal Izkindea. Gramática Euskara (1891). Considerada per ell mateix com un "error de joventut" per les seves teories errades.
- Euskara-gaztelania-frantsesa hiztegia. Diccionari Basc-Espanyol-Francès (1905).
- Euskal morfologia. Morfología vasca (1923), estudi sobre els sufixos bascos.
- Euskalerriaren yakintza (La saviesa d'Euskal Herria) (1935-1947), recol·lecció de la saviesa popular.
- Bein da betiko. Una vegada i per sempre (1893).
- Ardi galdua. L'ovella perduda (1919).
- Cancionero Popular Vasco (1918-1921).

### Obra musical
- Urlo (òpera)
- Ortzuri (òpera)
- Sasieskola (sarsuela)
- Aìtaren bìldur (sarsuela)
- Bizkaitik Bizkaira (sarsuela)